# Estació de Pep Ventura
Pep Ventura és una estació de la L2 del Metro de Barcelona situada sota l'avinguda del Marquès de Mont-roig a l'alçada de la plaça de Pep Ventura a Badalona.
L'estació va entrar en servei el 1985 com a part de la L4 fins que el 2002 amb la traspàs del tram La Pau - Pep Ventura a la L2 va passar a formar part d'aquesta línia i amb el canvi es va adaptar a persones amb mobilitat reduïda.
| Metro de Barcelona     |      |       |                       |                        |
| Procedència/Destinació | <    | Línia | >                     | Procedència/Destinació |
| Paral·lel              | Gorg |       | Badalona Pompeu Fabra | Badalona Pompeu Fabra  |

## Accessos
- Avinguda d'Alfons XIII
- Avinguda del Marquès de Mont-roig
- Plaça dels Països Catalans